# Shiranui (1938)
Pour les autres navires du même nom, voir Shiranui (destroyer).
Le Shiranui (不知火) était un destroyer de classe Kagerō en service de la Marine impériale japonaise pendant la Seconde Guerre mondiale.

## Historique
Après l'attaque de Pearl Harbor le Shiranui rejoint la 18e Division de destroyer de la 2e Flotte où il opère à Itouroup, dans les Îles Kouriles, comme navire d'escorte dans la formation Kidō Butai de Chūichi Nagumo. Le navire retourne à Kure le 24 décembre.
En janvier 1942, le Kagerō escorte le porte-avions Shōkaku et Zuikaku à Truk puis jusqu'à Rabaul pour couvrir les débarquements des troupes Japonaises à Rabaul, Kavieng et Salamaua. En février, il escorte les porte-avions pour le bombardement de Darwin puis est transféré à Célèbes, dans les Indes orientales néerlandaises, patrouillant alors dans le sud de Java.
Le Shiranui quitte l'île le 27 mars en escortant les porte-avions pour le raid sur Ceylan prévu le même jour. Après les bombardements japonais sur Colombo et Trinquemalay à Ceylan, le navire retourne à l'Arsenal naval de Kure pour des réparations le 23 avril. Le 3 juin, il est redéployé à Saipan en escortant un convoi de troupes pour la bataille de Midway. Par la suite, il escorte les croiseurs Kumano et Suzuya jusqu'à Truk avant de retourner à Kure.
Le 28 juin, il prend part à une mission de ravitaillement pour Kiska dans les Îles Aléoutiennes, en compagnie du Chiyoda. Au cours de la traversée, il est atteint d'une torpille tirée par le sous-marin USS Growler, tuant trois membres d'équipage. Il récupère également 41 survivants du destroyer Arare, torpillé par le même sous-marin. Quant au Shiranui, son équipage parvient à le garder à flot et son remorquage jusqu'à Maizuru prendra deux mois. Les réparations dureront jusqu'au 15 novembre 1943.
Le 15 novembre 1943, le Shiranui est assigné à la 9e Flotte où il escorte des convois à Palaos, via Wewak et Hollandia durant les mois de janvier et février 1944. Le 1er mars, il est réaffecté dans la 5e Flotte, où il patrouille depuis sa nouvelle base du District de garde d'Ōminato en avril et revient à Kure en août en compagnie des croiseurs Nachi and Ashigara. Au cours de la bataille du golfe de Leyte les 24 et 25 octobre 1944, le Shiranui est affecté à la Force de diversion du Vice-Amiral Shōji Nishimura pendant l'affrontement dans le détroit de Surigao. Après la bataille, il quitte Coron pour rechercher les disparus des Kinu et Uranami, mais ne sauve que des survivants du Hayashimo. Le 27 octobre, il est coulé avec la totalité de son équipage par des bombardiers en piqué de l'USS Enterprise, à 80 milles (128 km) au nord de la province d'Iloilo (Panay).
Le Shiranui est rayé des registres le 10 décembre 1944.